# Ben Eine

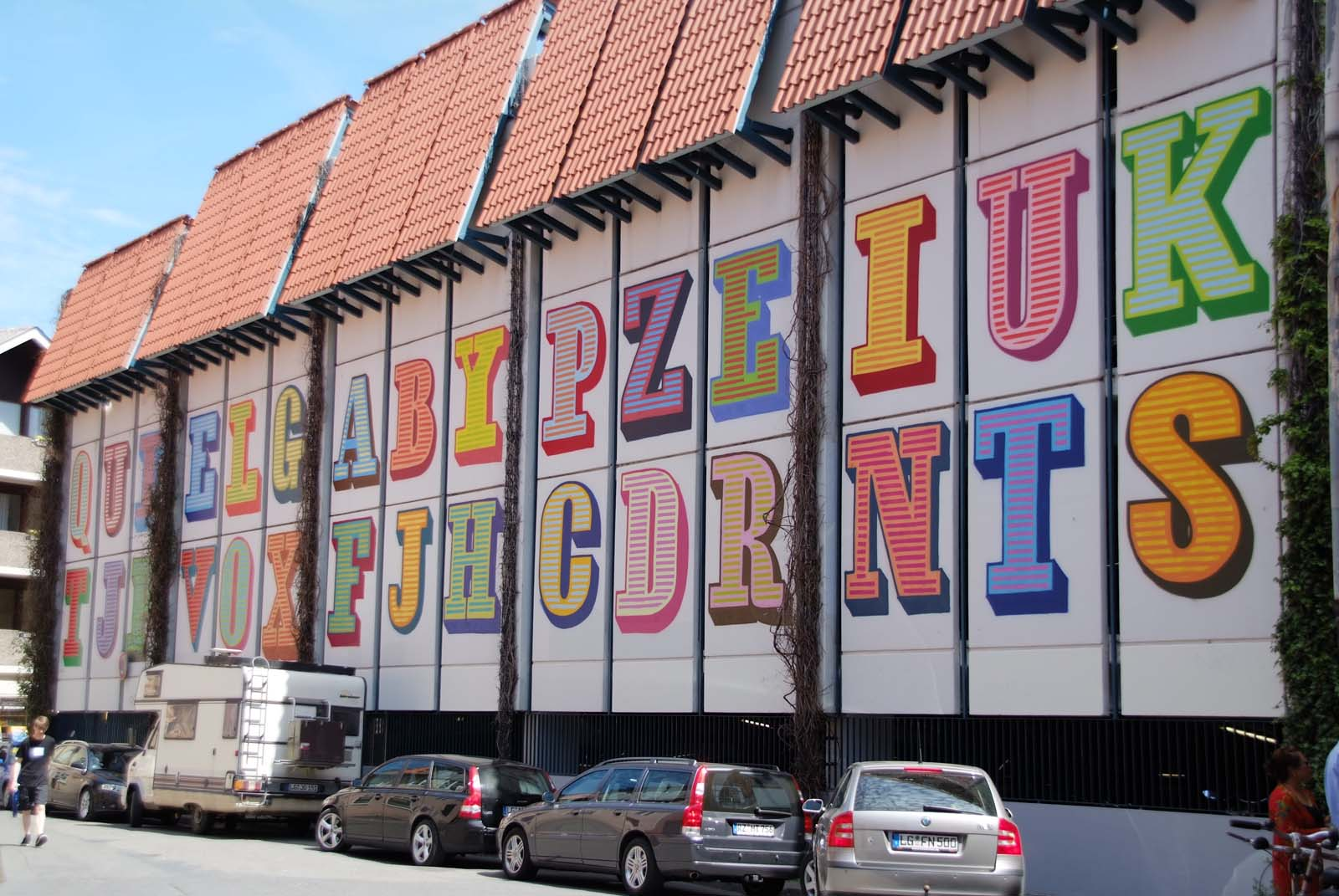
Graffiti di Eine su un palazzo di Lüneburg

Ben Flynn, conosciuto come Eine (Londra, 23 agosto 1970), è uno street artist inglese.

## Biografia
Eine è popolare per il suo colorato lettering dell'alfabeto dipinti sulle serrande dei negozi dell'East End di Londra, soprattutto nelle zone di Shoreditch e Brick Lane. Alcune di queste lettere sono riportate all'interno di alcune mappe per facilitarne l'individuazione. Ha anche disegnato le sue lettere per le strade di Parigi, Stoccolma, Hastings e Newcastle upon Tyne.
I primi lavori di Ben Flynn risalgono al 1984 e da allora diventa, con il nome di "Eine", uno dei writer più noti. A seguito di diversi arresti e condanne per reati legati alla lesione del decoro urbano, attorno ai primi anni 2000, Eine decide di dedicarsi alla produzione di stampe e serigrafie, collaborando tra gli altri con Banksy, con il quale intraprenderà una pluriennale collaborazione.
Nel luglio 2010 il primo ministro britannico David Cameron ha donato il dipinto di Eine Twenty First Century City al presidente degli Stati Uniti Barack Obama.

## Eine nella cultura di massa
Il lettering di Eine è spesso presente su riviste e materiale promozionale. I suoi lavori sono spesso usati dal gruppo pop Alphabeat e sono presenti nel video musicale di Stepping Stone di Duffy e di Take Back the City degli Snow Patrol.